# Carrie Coon
Carrie Alexandra Coon (Copley, 24 januari 1981) is een Amerikaanse actrice.

## Biografie

### Beginjaren
Carrie Coon werd in 1981 geboren in Copley (Ohio) als de dochter van John Coon en Paula Ploenes. Ze heeft een zus en drie broers. In 1999 studeerde ze af aan Copley High School, waarna ze zich aansloot bij de Universiteit van Mount Union. Daar behaalde ze in 2003 een bachelor in Engels en Spaans. Drie jaar later behaalde ze aan de Universiteit van Wisconsin-Madison een master in acteren.
Coon begon aan haar carrière als theateractrice. Aan het begin van haar acteercarrière was ze in zowel Milwaukee als Chicago werkzaam. Tussendoor verdiende ze geld bij door via motion capture videogamepersonages te vertolken. In 2010 brak ze door met haar rol als Honey in een productie van Who's Afraid of Virginia Woolf?. De theatervoorstelling was in verschillende Amerikaanse steden te zien en betekende ook haar debuut op Broadway. Haar vertolking leverde haar een nominatie op voor een Tony Award.
In 2013 huwde Coon met de zestien jaar oudere acteur en toneelschrijver Tracy Letts. De twee hadden even voordien samengewerkt aan Who's Afraid of Virginia Woolf?.

### Film en televisie
In 2011 volgde haar tv-debuut. Coon mocht meespelen in The Playboy Club, een dramaserie van NBC die al na enkele afleveringen geannuleerd werd. Nadien versierde ze ook gastrollen in series als Law & Order: Special Victims Unit (2013) en Ironside (2013).
Haar doorbraak op televisie kwam er pas in 2014, toen ze een hoofdrol kreeg in de HBO-serie The Leftovers. Datzelfde jaar maakte ze met Gone Girl (2014) ook haar filmdebuut. In 2017 kreeg ze ook de hoofdrol in het derde seizoen van Fargo. Haar vertolking als politieagente Gloria Burgle in de misdaadserie leverde haar een Emmy-nominatie op.
In 2018 vertolkte ze journaliste Meg Greenfield in Steven Spielbergs dramafilm The Post. Datzelfde jaar kroop ze met behulp van motion capture ook in de huid van Proxima Midnight voor de superheldenfilm Avengers: Infinity War.

## Prijzen en nominaties
| Titel        | Prijs      | Categorie                         | Resultaat   |
| ------------ | ---------- | --------------------------------- | ----------- |
| Fargo (2017) | Emmy Award | Beste actrice (miniserie/tv-film) | Genomineerd |